# L'última sortida
L'última sortida és una novel·la de thriller escrita per Federico Axat, publicada el 2016 en espanyol i traduïda al català el mateix any per l'editorial Columna amb traducció de Núria Parés Sellarès. Va ser la primera novel·la de l'autor en ser traduïda al català, i més de 26 editorials d'arreu del món posseeixen els drets de traducció.
El mateix de la publicació del llibre es van vendre els drets a dues productores de Hollywood per fer-ne una adaptació cinematogràfica. Les productores encarregades de dur els personatges a la gran pantalla seran Campanario Entertainment (Y tu mamá también) i Anonymous Content (Spotlight, El renacido).
Alguns dels noms que participaran al projecte ja han estat revelats: Craig Rosenberg (Panipticon, Preacher o The Uninvited) en farà el guió, i alguns dels productors seran Jeff Okin (The Chosen); Sergio Agüero i Jaime Dávila (de Campanario Entertainment); Michael Sugar (guanyador dels Oscar a Millor Pel·lícula el 2016 per Spotlight) i Ashley Zalta (d'Anonymus Content).
L'agència Pontas (Barcelona), que representa Federico Axat, va negociar l'acord.

## Sinopsi
El Ted és ric i té una família perfecta, una esposa i dues filles adorables. Ningú no podria imaginar el motiu que l'ha portat a prendre la dràstica decisió de treure's la vida.
Quan sent el timbre una vegada i una altra, la seva primera reacció és ignorar-lo i prémer el gallet. Però després descobreix una nota amagada entre les seves coses; una nota amb la seva cal·ligrafia que no recorda haver escrit: "Obre la porta. És la teva última sortida". A l'altre costat de la porta hi troba un desconegut anomenat Lynch, que no només sap el que en Ted està a punt de fer, sinó que li fa una proposta difícil de refusar: un pla per evitar que la seva família sofreixi davant les conseqüències devastadores d'un suïcidi.
En Ted ho accepta sense imaginar que la nota de l'escriptori i l'oferta d'en Lynch amb prou feines són el començament d'un joc macabre de manipulacions. Algú ha sembrat un camí de molles de pa que en Ted anirà recollint. Algú que el coneix millor que ningú, que el farà dubtar de les seves pròpies motivacions i de les intencions de les persones que l'envolten.

## L'amnèsia i el tractament
L'amnèsia és un trastorn causat per fets traumàtics, traumatismes, edat avançada o lesions cerebrals que causen la pèrdua total o parcial de la memòria. A partir d'aquesta idea, la novel·la es basa en els jocs psicològics a partir de l'amnèsia del protagonista, a través de la qual aconsegueixen crear tota una realitat paral·lela per tal que Ted McKay recordi qui és i què ha fet.
Es podria considerar, per tant, que el personatge entra en un univers paral·lel, una simulació de la seva realitat. La doctora utilitza la teràpia cognitiva o ocupacional, però duta a l'extrem. Aquesta teràpia es basa en desenvolupar les habilitats de memòria que conserven els pacients, i intentar recuperar les perdudes descobrint quines tècniques ajuden a recuperar records o a crear noves vies de recuperació. És a dir, a partir de fotografies, espais, persones... s'intenten despertar els records oblidats.
Això és justament el que la doctora intenta assolir: situa el pacient a un entorn que pugui reconèixer, i a poc a poc, així com va avançant el tractament, introdueix nous elements que Ted McKay pugui reconèixer.

## Altres obres de l'autor
- Benjamin (2010)
- El pantano de las mariposas (2013)
- Amnèsia (2019)
- La filla exemplar (2022)